# Al-Falaq
Al-Falaq(em árabe: سورة الفلق) (A Alvorada) é o 113a sura do Alcorão. Trata-se de uma breve invocação com 5 ayat e é um pedido a Alá para a proteção contra satanás. Trata-se de um Makkan Sura.

## Texto em árabe, transliteração & Tradução
àrabe:

قُلْ أَعُوذُ بِرَبِّ الْفَلَقِ ١

مِن شَرِّ مَا خَلَقَ ٢

وَمِن شَرِّ غَاسِقٍ إِذَا وَقَبَ ٣

وَمِن شَرِّ النَّفَّاثَاتِ فِي الْعُقَدِ ٤

وَمِن شَرِّ حَاسِدٍ إِذَا حَسَدَ ٥

Transliteração:

1 Qul a'uzu birabbi alfalaq

2 Min sharri ma khalaq

3 Wamin sharri ghasiqin itha waqab

4 Wamin sharrin naffathati filuqad

5 Wamin sharri hasidin itha hasad

Tradução:

1 Diga: Amparo-me no Senhor da alvorada

2 Do mal das criaturas por Ele criadas,

3 E do mal da noite cuja escuridão tomou conta de tudo

4 E do mal das Feiticieras que assopram o nó

5 E do mal do invejoso quando inveja.